# Jeff Buckley
Jeffrey Scott Buckley (17 tháng 11 năm 1966 – 29 tháng 5 năm 1997), tên lúc nhỏ là Scott Moorhead, là một nhạc sĩ người Mỹ. Sau một thập kỷ làm nghệ sĩ guitar phòng thu ở Los Angeles, Buckley đã gây được sự chú ý vào đầu thập niên 1990 nhờ thể hiện các bài hát cover tại những tụ điểm âm nhạc ở East Village, Manhattan (như Sin-é), đồng thời dần tập trung hơn vào chất liệu sáng tác riêng. Sau khi khước từ sự quan tâm từ các hãng đĩa và Herb Cohen—quản lý của cha anh, ca sĩ Tim Buckley—anh đã ký hợp đồng với Columbia, tuyển mộ một ban nhạc và thu chất liệu mà sau đó trở thành album phòng thu duy nhất của anh mang tên Grace vào năm 1994.
Trong ba năm tiếp theo, ban nhạc đi lưu diễn dày đặc để quảng bá Grace, gồm những buổi hòa nhạc ở Châu Âu, Hoa Kỳ, Nhật Bản và Úc. Năm 1996, họ ngừng đi tour và thỉnh thoảng bắt tay vào thu âm album phòng thu thứ hai của Buckley ở thành phố New York với Tom Verlaine làm nhà sản xuất.
Năm 1997, Buckley chuyển tới Memphis, Tennessee, để tiếp tục thực hiện album, định đặt nhan đề là My Sweetheart the Drunk; anh vừa thu nhiều bài nháp bốn-track, vừa trình diễn đơn tấu hàng tuần tại một tụ điểm địa phương. Ngày 29 tháng 5 năm 1997, trong lúc chờ đợi ban nhạc của mình từ New York, anh chết đuối trong lần bơi tự phát vào buổi tối; trên người anh vẫn còn đầy đủ quần áo. Anh bơi ở Sông Wolf - một nhánh của sông Mississippi, rồi bị mắc kẹt trong một đường rẽ nước của tàu thuyền; thi thể anh được phát hiện vào ngày 4 tháng 6.
Sau khi anh mất, đã có nhiều tác phẩm được phát hành truy tặng anh, gồm một bộ sưu tập các đĩa nháp bốn-track và các bản thu âm album thứ hai đang dang dở My Sweetheart the Drunk, các đĩa mở rộng của Grace, và EP Live at Sin-é. Thành công trên bảng xếp hạng đến với Buckley sau khi anh mất; với bản cover bài "Hallelujah" của Leonard Cohen, Buckley đã có được bài quán quân đầu tiên trên bảng Hot Digital Songs của Billboard vào tháng 3 năm 2008 và bài đó cũng giành ngôi á quân trên UK Singles Chart vào tháng 12 cùng năm. Rolling Stone đưa Grace vào danh sách 500 album vĩ đại nhất lịch sử và đưa Buckley vào danh sách những ca sĩ vĩ đại nhất của ấn phẩm.

## Thân thế

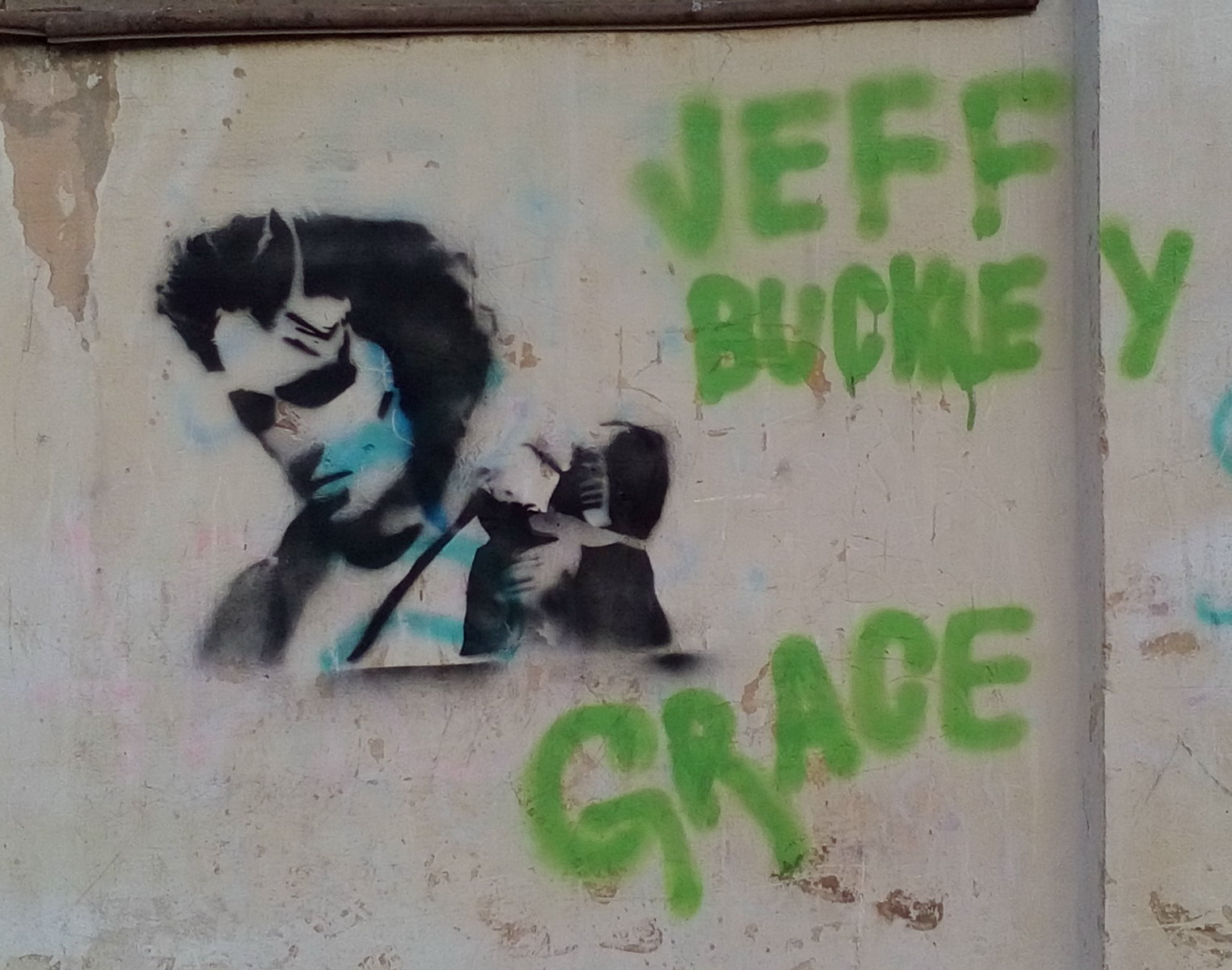
Hình vẽ Buckley trên tường một rạp chiếu ở Oktyabrsky, Nga.

Sinh ra ở Anaheim, California, Buckley là con một của Mary (nhũ danh Guibert) và Tim Buckley. Mẹ anh là người vùng kênh đào Panama với dòng máu lai Hy Lạp, Pháp và Panama, còn cha anh có bố là người Mỹ gốc Ireland và mẹ là người Mỹ gốc Ý. Buckley được mẹ và cha dượng, ông Ron Moorhead nuôi lớn ở miền Nam California, và có một người anh cùng mẹ khác cha tên là Corey Moorhead. Buckley nhiều lần chuyển nhà quanh Quận Cam trong thời gian trưởng thành, Buckley gọi sự dưỡng dục ấy "trailer trash lang thang". Lúc còn nhỏ, Buckley được biết với cái tên Scott "Scottie" Moorhead, dựa trên tên đệm của anh và họ của cha dượng.
Cha ruột của anh, ông Tim Buckley là một ca-nhạc sĩ đã phát hành hàng loạt album nhạc folk và jazz vào cuối thập niên 1960 và đầu thập niên 1970s; anh cho biết mình mới chỉ gặp ông một lần năm lên tám tuổi. Sau khi cha ruột mất vì dùng thuốc quá liều vào năm 1975, anh đã chọn dùng tên lấy từ giấy khai sinh của mình là Jeff Buckley. Các thành viên trong gia đình thì vẫn gọi anh là "Scottie".
Buckley được nuôi dưỡng cùng âm nhạc; mẹ anh là một nghệ sĩ dương cầm và cello được đào tạo bài bản, cha dượng thì giới thiệu cho anh Led Zeppelin, Queen, Jimi Hendrix, the Who và Pink Floyd lúc anh còn nhỏ. Physical Graffiti của Led Zeppelin là album đầu tiên mà anh sở hữu, và anh cực kỳ yêu thích ban nhạc hard rock Kiss thuở bé. Anh lớn lên và hát khắp nhà và hòa thanh với mẹ mình, rồi sau nhận ra cả gia đình anh đều hát. Anh bắt đầu chơi guitar năm lên năm tuổi sau khi phát hiện ra một cây acoustic guitar trong tủ quần áo của bà ngoại. Năm 12 tuổi, anh quyết định theo đuổi nghề nhạc sĩ và nhận được cây guitar điện đầu tiên - một cây Les Paul màu đen năm 13 tuổi. Anh theo học Trường trung học Loara và biểu diễn trong một ban nhạc jazz ở trường; trong thời gian này, anh phát triển niềm yêu thích với các ban nhạc progressive rock gồm Rush, Genesis và Yes, cũng như nghệ sĩ guitar jazz fusion Al Di Meola.
Sau khi tốt nghiệp trung học, anh chuyển đến Hollywood để theo học tại học viện Musicians Institute, hoàn thành khóa học một năm lúc 19 tuổi. Sau này Buckley kể với Rolling Stone rằng trường học này là nơi "lãng phí thời gian nhất", song lưu ý trong một buổi phỏng vấn với DoubleTake Magazine rằng anh trân trọng việc học nhạc lý ở đó: "Tôi bị hấp dẫn trước những hòa âm thật sự thú vị - những thứ mà tôi nghe ở Ravel, Ellington, Bartók."

## Sự nghiệp
Buckley mất sáu năm tiếp theo làm việc trong khách sạn và chơi guitar cho nhiều ban nhạc sinh hoạt chật vật khác nhau, biểu diễn các thể loại từ jazz, reggae, và roots rock tới heavy metal.  Anh đi tour cùng nghệ sĩ reggae dancehall Shinehead và thỉnh thoảng cũng chơi nhạc funk và R&B trong phòng thu, hợp tác với nhà sản xuất non kinh nghiệm Michael J. Clouse để lập ra X-Factor Productions. Từ năm 1988 đến 1989, Buckley biểu diễn trong một ban nhạc có tên gọi Wild Blue Yonder - nơi có mặt của Danny Carey (tay trống tương lai của Tool) và nghệ sĩ bass John Humphrey. Suốt quãng thời này, Buckley hạn chế giọng chỉ dừng ở mức hát bè.
Anh chuyển đến thành phố New York vào tháng 2 năm 1990 nhưng thấy ít cơ hội theo nghề nhạc sĩ. Anh được giới thiệu tới Qawwali (dòng nhạc sùng đạo Sufi của Pakistan) và Nusrat Fateh Ali Khan (một trong những ca sĩ nổi tiếng nhất của dòng nhạc này). Buckley là một người hâm mộ nhiệt thành của Khan, và trong thời gian mà anh xem là "những ngày ở quán café", anh thường cover các bài hát của Khan. Tháng 1 năm 1996, anh phỏng vấn Khan cho ấn phẩm Interview và viết các dòng ghi chú lót cho đĩa biên tập Supreme Collection, Vol. 1 của Khan. Anh cũng quan tâm tới nhạc sĩ blues Robert Johnson và ban nhạc hardcore punk Bad Brains trong thời gian này. Buckley chuyển về Los Angeles vào tháng 9 khi quản lý cũ của cha anh - ông Herb Cohen mời anh hỗ trợ thu đĩa demo ghi các bài hát gốc của mình. Buckley hoàn thành Babylon Dungeon Sessions - đĩa cassette gồm bốn bài hát là "Eternal Life", "Unforgiven" (sau đổi tên thành "Last Goodbye"), "Strawberry Street" (một phiên bản khác xuất hiện trong Grace Legacy Edition) và bài punk screamer "Radio". Cohen và Buckley hy vọng sẽ thu hút sự chú ý từ ngành âm nhạc bằng đĩa demo này.
Đầu năm sau, Buckley bay về thành phố New York để có buổi hát ra mắt khán giả tại hòa nhạc tri ân cha anh có tên "Greetings from Tim Buckley". Sự kiện (do doanh nhân tổ chức show kỳ cựu Hal Willner sản xuất) được tổ chức tại St. Ann's Church ở Brooklyn vào ngày 26 tháng 4 năm 1991. Buckley từ chối ý tưởng lấy buổi hòa nhạc làm bàn đạp cho sự nghiệp của mình, thay vào đó anh nhắc đến những lý do cá nhân liên quan đến quyết định hát ở buổi lễ tri ân.
Với phần đệm của nghệ sĩ guitar experimental rock Gary Lucas, Buckley trình bày "I Never Asked To Be Your Mountain" - bài hát mà Tim Buckley sáng tác về Jeff Buckley lúc nhỏ và mẹ anh. Buckley trở lại sân khâu trình bày các bài "Sefronia – The King's Chain", "Phantasmagoria in Two" và đưa vào buổi hòa nhạc bài "Once I Was" được trình bày bằng acoustic với phần kết a cappella ngẫu hứng do bị đứt dây đàn. Sau đó Willner (nhà tổ chức show) kể lại rằng phần thể hiện của bài hát "Once I Was" của Buckley đã gây ấn tượng mạnh. Các tiết mục của Buckley ở buổi hòa nhạc đối lập với mong muốn tự tách khỏi cha anh về mặt âm nhạc; sau này Buckley giải lý do với Rolling Stone: "Đó chẳng phải công việc, cũng không phải cuộc đời. Nhưng thứ làm tôi bận lòng là đã không đến dự đám tang của ông ấy, tôi chưa bao giờ có thể nói với ông ấy bất cứ điều gì. Tôi sử dụng show ấy để bày tỏ lòng tôn trọng của mình đối với người quá cố." Buổi hòa nhạc đã trở thành bước đệm đầu tiên đưa anh vào ngành âm nhạc mà anh lảng tránh trong nhiều năm.
Ở những chuyến đi sau đó đến New York vào giữa năm 1991, Buckley bắt đầu đồng sáng tác với Gary Lucas, cho ra đời các bài hát "Grace" và "Mojo Pin", đến cuối năm 1991, anh bắt đầu trình diễn cùng ban nhạc Gods and Monsters của Lucas ở thành phố New York. Sau khi được mời làm thành viên của Gods and Monsters tại Imago Records, Buckley chuyển đến Lower East Side, Manhattan, vào cuối năm 1991. Một ngày sau khi Gods and Monsters chính thức ra mắt vào tháng 3 năm 1992, anh quyết định rời ban nhạc.
Buckley bắt đầu biểu diễn ở một số câu lạc bộ và café quanh Lower Manhattan, song Sin-é mới là nơi anh trình diễn chính. Anh lần đầu xuất hiện ở Sin-é vào tháng 4 năm 1992 và nhanh chóng có được suất diễn vào đêm Thứ Hai hàng tuần ở đây. Tiết mục của anh gồm đa dạng các bài cover từ folk, rock, R&B, blues và jazz, mà đa số anh mới học được. Trong thời gian này, anh khám phá các ca sĩ như Nina Simone, Billie Holiday, Van Morrison và Judy Garland. Buckley trình bày đa dạng các bản cover từ hàng loạt nghệ sĩ như Led Zeppelin, Nusrat Fateh Ali Khan, Bob Dylan, Édith Piaf, Elton John, the Smiths, Bad Brains, Leonard Cohen, Robert Johnson và Siouxsie Sioux. Những bài nguyên tác từ Babylon Dungeon Sessions và các bài anh sáng tác cùng Lucas cũng đựa đưa vào danh sách tiết mục. Anh trình bày độc tấu, thường tự đệm hát trên cây đàn Fender Telecaster mà anh mượn từ người bạn Janine Nichols. Buckley cho biết anh học cách biểu diễn trên sân khấu nhờ trình bày trước lượng khán giả nhỏ.
Trong vài tháng tiếp theo, Buckley thu hút được một lượng khán giả hâm mộ và sự chú ý từ các giám đốc hãng đĩa, gồm cả chuyên gia trong ngành Clive Davis ghé qua để xem anh diễn. Đến mùa hè năm 1992, những chiếc xe limo từ của các giám đốc mong muốn ký hợp đồng với nam ca sĩ đã xếp hàng dài bên ngoài Sin-é. Buckley đã ký hợp đồng với Columbia Records - ngôi nhà của Bob Dylan và Bruce Springsteen - làm ba album trị giá gần 1 triệu đô la Mỹ (USD) vào tháng 10 năm 1992. Buckley mất ba ngày trong phòng thu vào tháng 2 năm 1993 với kỹ sư Steve Addabbo và đại diện bộ phận A&R của Columbia - Steve Berkowitz để thu đa số các tiết mục solo của Buckley. Buckley hát a cappella và tự đệm hát bằng acoustic và guitar điện, Wurlitzer đệm dương cầm điện và harmonium. Những đĩa này vẫn chưa được phát hành và nằm trong kho của Columbia, nhưng đa số chúng sau đó đã có mặt trong album Grace. Lịch thu âm được ấn định vào tháng 7 và tháng 8 năm 1993, sau đó ra đời sản phẩm thu âm đầu tay của Buckley - đĩa EP gồm bốn bài hát, tính cả bản cover bài "The Way Young Lovers Do" của Van Morrison. Live at Sin-é được phát hành vào ngày 23 tháng 11 năm 1993, ghi lại những quãng thời gian trong cuộc đời Buckley.

### Grace
Giữa năm 1993, Buckley bắt đầu thực hiện album với nhà sản xuất nhạc Andy Wallace. Buckley tập hợp một ban nhạc gồm tay bass Mick Grøndahl và tay trống Matt Johnson, rồi họ mất vài tuần để tập luyện.
Vào tháng 9, ba người đến Bearsville Studios ở Woodstock, New York, mất sáu tuần để thu các bài cốt lõi cho chất liệu của Grace. Buckley mời đồng đội cũ Lucas đánh guitar trong các bài "Grace" and "Mojo Pin", and còn nhạc công jazz trú ở Woodstock Karl Berger sáng tác và chỉ huy phần chuyển soạn dây, đôi khi có sự hỗ trợ từ Buckley. Buckley trở về nhà để ghi đè tại các phòng thu ở Manhattan và New Jersey, anh trình bày hết lần này đến lần khác để thu được giọng hát hoàn hảo và thể nghiệm với việc thêm nhạc cụ và kết cấu cho các ca khúc.
Tháng 1 năm 1994, Buckley bắt đầu tour solo ở Bắc Mỹ nhằm quảng bá Live at Sin-é, kế đến là một tour ở châu Âu kéo dài mười ngày vào tháng 3. Buckley trình bày tại các câu lạc bộ, quán cà phê và trong cửa hàng. Sau khi trở về, Buckley mời tay guitar Michael Tighe vào ban nhạc và màn hợp tác của hai người đã cho ra đời "So Real" - bài hát thu âm với nhà sản xuất/kỹ sư Clif Norrell và được bổ sung vào album lúc phút chót. Vào tháng 6, Buckley bắt đầu tour với toàn bộ ban nhạc, đặt tên là "Peyote Radio Theatre Tour" và tour kéo dài sang tháng 8. Chrissie Hynde của The Pretenders, Chris Cornell của Soundgarden và The Edge của U2 nằm trong số các khán giả đi xem những show đầu tiên này.
Grace được phát hành vào ngày 23 tháng 8 năm 1994. Ngoài bảy bài hát gốc, album có đưa vào ba bài cover: "Lilac Wine" dựa trên phiên bản Nina Simone và thành danh nhờ bản của Elkie Brooks; "Corpus Christi Carol" từ tác phẩm A Boy was Born, Op.3 của Benjamin Britten - tác phẩm này được giới thiệu đến Buckley hồi trung học, dựa trên bài thánh ca ở thế kỷ 15; và "Hallelujah" của Leonard Cohen, dựa trên bản thu của John Cale trích từ album tri ân Cohen mang tên I'm Your Fan. Màn thể hiện bài "Hallelujah" được xem là "bài hay nhất của Buckley" và "một trong những bài hát hay nhất" của Time, và được đưa vào danh sách "10 bản cover hay nhất mọi thời đại" của Happy Mag, và danh sách "500 bài hát vĩ đại nhất mọi thời đại" của Rolling Stone.
Doanh số Grace không cao và nhạc phẩm cũng ít được lên sóng phát thanh bất chấp được giới phê bình ngợi khen. The Sydney Morning Herald nhận xét đây là "một tuyệt tác lãng mạn" và một "tác phẩm quan trọng mang tính bước ngoặt". Bất chất khởi đầu với doanh số thấp, album đã giành đĩa vàng ở Pháp-Úc trong hơn hai năm tiếp theo, đoạt đĩa vàng ở Hoa Kỳ vào năm 2002, và đạt tới sáu đĩa bạch kim ở Úc vào năm 2006.
Grace nhận được đánh giá cao từ các nhạc sĩ và nghệ sĩ tên tuổi, kể cả những người ảnh hưởng nhất tới Buckley là Led Zeppelin. Jimmy Page xem Grace gần như là "album yêu thích nhất thập kỷ" của ông. Robert Plant cũng dành lời tán dương, Brad Pitt cũng nhận xét về tác phẩm của Buckley: "Có một dòng chảy ngầm ở nhạc của anh ấy, có thứ mà bạn không thể xác định được. Giống như những bộ phim hay nhất hay tác phẩm nghệ thuật hay nhất, có một thứ nằm bên dưới và sự thật nằm ở đó. Rồi tôi thấy nhạc của anh ấy thực sự ám ảnh. Nó cứ ... làm tôi bức bối." Những nhân vật khác ảnh hưởng tới nhạc của Buckley cũng khen anh: Bob Dylan tôn vinh Buckley là "một trong những nhạc sĩ sáng tác bài hay nhất thập kỷ này", và trong một lần phỏng vấn với The Village Voice, David Bowie ghi danh Grace là một trong 10 album ông sẽ đem theo tới hòn đảo sa mạc.

### Tour hòa nhạc
Buckley mất phần lớn một năm rưỡi tiếp theo để đi tour quốc tế nhằm quảng bá Grace. Sau tour Peyote Radio Theater của Buckley, ban nhạc bắt đầu tour châu Âu vào ngày 23 tháng 8 năm 1994, bắt đầu bằng cách tiết mục ở Liên hiệp Anh và Ireland. Tour tiếp diễn ở Scandinavia và nhiều buổi hòa nhạc được tổ chức ở Đức suốt tháng 9. Tour khép lại vào ngày 22 tháng 9 với một buổi hòa nhạc ở Paris. Một buổi diễn vào ngày 24 tháng 9 ở New York coi như khép lại tour ở châu Âu và Buckley cùng ban nhạc dành tháng tiếp theo để thư giãn và tập luyện.
Một tour ở Canada và Hoa Kỳ bắt đầu vào ngày 19 tháng 10 năm 1994 tại CBGB. Tour đã tạo được sức hút lớn với các buổi hòa nhạc được tổ chức ở cả Bờ Đông và Bờ Tây của Hoa Kỳ, cùng một số tiết mục diễn ra ở miền trung và miền nam của đất nước. Sau hai tháng tour khép lại vài ngày 18 tháng 12 năm Maxwell's ở Hoboken, New Jersey. Sau một tháng nữa nghỉ ngơi và tập luyện, ban nhạc khởi động tour châu Âu thứ hai, lần này chủ yếu là để quảng bá. Ban nhạc bắt đầu tour ở Dublin. Tour ngắn này chủ yếu gồm các tác phẩm quảng bá ở Luân Đôn và Paris.
Cuối tháng 1, ban nhạc có làm tour đầu tiên ở Nhật Bản, trình diễn ở các buổi hòa nhạc và xuất hiện để quảng bá album và đĩa đơn vừa phát hành ở Nhật là "Last Goodbye". Ban nhạc trở lại châu Âu vào ngày 6 tháng 2 và đi tour ở nhiều nước ở Tây Âu rồi trở về Hoa Kỳ vào ngày 6 tháng 3. Trong số các liveshow trong thời gian này, Buckley và ban nhạc diễn ở Bataclan - một tụ điểm trình diễn được xây dựng từ thế kỷ 19 ở Pháp, và chất liệu của buổi hòa nhạc đã được thu lại rồi sau phát hành thành đĩa EP dài bốn track Live from the Bataclan mang tên vào tháng 10 năm ấy. Các bài hát từ buổi diễn vào ngày 25 tháng 2 tại tụ điểm Nighttown ở Rotterdam được phát hành thành đĩa CD chỉ có mục đích quảng bá mang tên So Real.
Chuyến lưu diễn bắt đầu vào tháng 4 năm với lịch diễn khắp Hoa Kỳ và Canada. Đáng chú ý trong thời gian này, Buckley và ban nhạc diễn tại Metro ở Chicago - được thu băng đĩa và được phát hành thành sản phẩm Live in Chicago trên VHS và DVD. Ngoài ra vào ngày 4 tháng 6, họ diễn tại Sony Music Studios trong chương chương trình phát thanh theo giờ của Sony Music. Kế đến là tour diễn ở châu Âu dài cả tháng từ 20 tháng 6 đến 18 tháng 7, họ diễn ở nhiều nhạc hội mùa hè, gồm nhạc hội Glastonbury và nhạc hội Meltdown 1995 (trong một tiết mục, Buckley có hát bài "Dido's Lament" của Henry Purcell theo lời mời của Elvis Costello). Trong tour ấy, Buckley trình diễn hai buổi hòa nhạc Paris Olympia - tụ điểm tạo dựng danh tiếng của giọng ca người Pháp Édith Piaf. Tuy không thể lấp kín khán giả ở các tụ điểm ở Mỹ lúc bấy giờ, song những đêm diễn ở sân khấu lớn tại Paris Olympia đều bán sạch vé. Ngay sau đó Buckley tham dự Festival de la Musique Sacrée (Nhạc hội nhạc thiêng) cũng được tổ chức ở Pháp, và trình bày bài "What Will You Say" song ca với ca sĩ mugham Azerbaijan Alim Qasimov. Sau đó, Sony BMG phát hành album thu trực tiếp Live à L'Olympia - sản phẩm chọn lọc các bài hát từ những tiết mục ở Olympia và hợp tác với Qasimov.
Ở tour Mystery White Boy, Buckley có các buổi hòa nhạc diễn ở cả Sydney và Melbourne, Úc, kéo dài từ 28 tháng 8 đến 6 tháng 9; bản thu các tiết mục này được biên tập và phát hành trong album thu nhạc sống Mystery White Boy. Buckley cũng được hưởng ứng nồng nhiệt ở những buổi hòa nhạc này, giúp cho album Grace của anh giành đĩa vàng Úc nhờ tẩu tán được hơn 35.000 bản, do đó anh quyết định cần làm một tour dài hơn và trở lại làm tour ở New Zealand và Úc vào tháng 2 năm sau.
Xen giữa các tour ở châu Đại Dương, Buckley và ban nhạc có chặng nghỉ đi tour. Trong thời gian ấy, Buckley diễn solo với các buổi hòa nhạc ở Sin-é và hòa nhạc mừng dịp gioa thừa ở Mercury Lounge tại New York. Sau quãng nghỉ, ban nhạc dành phần lớn tháng 2 để thực hiện Hard Luck Tour ở Úc và New Zealand, song mâu thuẫn bộc phát giữa nhóm và tay trống Matt Johnson. Buổi hòa nhạc vào ngày 1 tháng 3 năm 1996 là liveshow cuối mà anh diễn cùng Buckley và ban nhạc.
Phần lớn chất liệu từ các tour vào năm 1995 và 1996 được thu lại để phát hành dưới dạng EP quảng bá (như Grace EP) lẫn album sau khi Buckley mất, như Mystery White Boy (ám chỉ Buckley không sử dụng tên thật) và Live à L'Olympia. Nhiều buổi hòa nhạc khác mà Buckley diễn trong thời gian này bị đưa lên các bản thu lậu.
Sau khi chia tay Johnson, giờ đây ban nhạc trong tình trạng không có tay trống nên tạm ngừng hoạt động và không biểu diễn nữa cho đến 12 tháng 2 năm 1997. Do áp lực từ việc đi tour liên tục, Buckley dành gần như cả năm rời xa sân khấu. Tuy nhiên, từ 2 đến 5 tháng 5, anh có một thời gian chơi guitar bass với Mind Science of the Mind, cùng người bạn Nathan Larson (tay guitar của Shudder to Think). Buckley trở lại diễn nhạc sống khi anh tiếp tục thực hiện "phantom solo tour" ở các quán cafés tại vùng đông nam Hoa Kỳ vào tháng 12 năm 1996, anh xuất hiện dưới hàng loạt bí danh: the Crackrobats, Possessed by Elves, Father Demo, Smackrobiotic, the Halfspeeds, Crit-Club, Topless America, Martha & the Nicotines và A Puppet Show Named Julio. Để giải thích cho hành động này, Buckley đăng ghi chú nói mình nhớ cảm giác biểu diễn ẩn danh ở các quán café và bar địa phương:
Cách đây không lâu, tôi có thể xuất hiện ở một quán café và đơn giản làm việc của mình - làm nhạc, học hỏi từ trình bày nhạc của mình, khám phá ý nghĩa của nó, ... vui vẻ trong lúc tôi khó ở và/hoặc giải trí trước cho khản giả chẳng hề biết tôi là ai hay tôi đang làm gì. Trong tình huống này, tôi thu được sự thất bại, rủi ro hoặc chi phối quý giá và chẳng thể thay thế được. Tôi làm việc cật lực để có được cái cảm giác này, chỗ đông người tụ tập này. Tôi yêu cảm giác ấy rồi nhớ nó khi nó biến mất. Tất cả những gì tôi đang làm là lấy lại nó.

### My Sweetheart the Drunk
Năm 1996, Buckley bắt đầu sáng tác album mới với tựa sản xuất là My Sweetheart the Drunk. Trong lúc cộng tác cùng Patti Smith làm album Gone Again của cô vào năm 1996, anh gặp Tom Verlaine - giọng ca chính của ban nhạc punk Television. Buckley mời Verlaine làm nhà sản xuất cho album mới và anh ấy đã nhận lời. Giữa năm 1996, Buckley và ban nhạc của anh bắt đầu thu nháp ở Manhattan cùng Verlaine, họ thu các bài "Sky Is a Landfill", "Vancouver", "Morning Theft" và "You and I". Eric Eidel chơi trống trong buổi thu nháp này như một giải pháp tình thế sau khi Matt Johnson ra đi, rồi Parker Kindred gia nhập làm tay trống chính thức. Ở khoảng thời gian này, Buckley gặp Inger Lorre của nhóm the Nymphs tại quán bar East Village và nhanh chóng kết thân. Họ cùng nhau đóng góp một bài cho Kerouac: Kicks Joy Darkness - album tri ân Jack Kerouac. Sau khi tay guitar dự bị cho Lorre làm album sắp tới bỏ dự án, Buckley đề nghị trám vào vị trí này. Anh tham gia thực hiện một bài hát trong album là "Yard of Blonde Girls" và thu một bài cover. Một buổi thu nháp nữa ở Manhattan diễn ra vào đầu năm 1997, song Buckley và ban nhạc không hài lòng với thành phẩm có được.
Ngày 4 tháng 2 năm 1997, Buckley diễn một tiết mục ngắn tại buổi hòa nhạc kỷ niệm mười năm thành lập Knitting Factory, anh trình bày một số ca khúc mới của mình gồm: "Jewel Box", "Morning Theft", "Everybody Here Wants You", "The Sky is a Landfill" và "Yard of Blonde Girls". Lou Reed cũng dự khán và bày tỏ quan tâm hợp tác với Buckley. Ban nhạc có buổi diễn đầu tiên cùng tay trống mới Parker Kindred tại Arlene's Grocery ở New York vào ngày 9 tháng 2. Tiết mục có đa số sáng tác mới của Buckley sẽ có ở Sketches for My Sweetheart the Drunk và một bản thu về sau thành bài bị phát tán lậu nhiều nhất của Buckley. Một tháng sau, Buckley thu đĩa spoken word - đọc bài thơ "Ulalume" của Edgar Allan Poe cho album Closed on Account of Rabies. Đây là bản thu cuối của anh ở New York; ngay sau đó anh chuyển đến Memphis, Tennessee.
Buckley quan tâm đến việc thu âm tại Easley McCain Recording ở Memphis, theo gợi ý của người bạn Dave Shouse từ nhóm Grifters. Anh thuê một căn nhà shotgun tại đó, anh rất thích nó đến nỗi liên hệ với người chủ để mua lại. Từ 12 tháng 2 đến 26 tháng 5 năm 1997, Buckley diễn ở Barristers' - quán bar nằm tại downtown Memphis, dưới gầm gara để xe. Anh diễn ở đó nhiều lần nhằm làm việc thông qua những sáng tác mới ở không khí trực tiếp, lần đầu làn với ban nhạc, và lần kế là độc diễn trong những lần lưu trú vào đêm Thứ Hai. Đầu tháng 2, Buckley và ban nhạc thu nháp lần thứ ba với Verlaine ở Memphis, tại đây họ thu các bài "Everybody Here Wants You", "Nightmares by the Sea", "Witches' Rave" và "Opened Once", song Buckley tỏ ra không hài lòng với các buổi thu nháp và liên hệ với nhà sản xuất Andy Wallace của Grace để bàn về việc thay thế Verlaine. Buckley bắt đầu thu các đĩa demo trên máy thu âm bốn track nhằm chuẩn bị cho buổi thu nháp sắp tới với Wallace; một vài đĩa demo được gửi tới ban nhạc của anh ở New York, họ nhiệt tình lắng nghe chúng và hào hứng muốn tiếp tục thực hiện album. Tuy nhiên, Buckley không hoàn toàn hài lòng với kết quả đạt được và cử ban nhạc trở về New York còn anh ở lại để tiếp tục sáng tác bài hát. Ban nhạc dự kiến trở về Memphis để tập luyện và thu âm vào ngày 29 tháng 5. Sau khi Buckley mất, các đãi thu với Verlaine và đĩa demo của Buckley được gộp phát hành thành album Sketches for My Sweetheart the Drunk vào tháng 5 năm 1998.

## Phong cách âm nhạc
Giọng của Buckley là một khía cạnh cực kỳ nổi bật ở nhạc của anh; anh sở hữu âm vực tenor, trải dài khoảng bốn quãng tám. Buckley sử dụng toàn bộ quãng giọng này trong các tiết mục của mình, đặc biệt ở các bài trích từ Grace, và vươn tới nốt Sol cao ở quãng tenor lúc cao trào của bài "Grace". "Corpus Christi Carol" được anh hát gần như toàn bộ ở giọng giả thanh cao. Cao độ và cường độ hát của anh cũng cực kỳ đa dạng, được thể hiện trong các bài "Mojo Pin" và "Dream Brother", khi anh bắt đầu bằng giọng trầm ở dải âm vực trung, rồi tăng cường độ, cao độ hơn ở gần cuối các bài hát.
Buckley đánh guitar theo nhiều phong cách, đa dạng từ distorted rock của bài "Sky is a Landfill", jazz của "Strange Fruit", phong cách đồng quê của "Lost Highway", và lối gảy ngón guitar trong "Hallelujah". Đôi khi anh sử dụng kỹ thuật slide guitar ở các tiết mục trực tiếp lúc độc diễn, cũng như ở phần dạo đầu bài "Last Goodbye", khi chơi cùng toàn bộ ban nhạc. Các bài hát của anh được sáng tác ở nhiều căng dây guitar, từ căng dây chuẩn Mi-La-Rê-Sol-Si-Mi, đến căng dây Drop D và căng dây Open G. Lối chơi guitar của anh đa dạng từ các bài hát cực kỳ giàu giai điệu như "The Twelfth of Never" cho đến những bài thiên về nhạc cụ gõ hơn như "New Year's Prayer".

## Đời tư
Buckley là bạn cùng phòng với nữ diễn viên Brooke Smith từ năm 1990 đến 1991. Ở buổi hòa nhạc tri ân cha mình - ông Tim Buckley vào tháng 4 năm 1991, Buckley gặp gỡ nghệ sĩ Rebecca Moore, và hai người hẹn hò cho đến năm 1993. Mối quan hệ này là nguồn cảm hứng cho tác phẩm Grace và là nguyên nhân làm anh chuyển đến sinh sống lâu dài ở New York. Từ năm 1994 đến 1995, Buckley có quan hệ tình cảm sâu đậm với Elizabeth Fraser của Cocteau Twins. Họ sáng tác và thu một bài song ca chung là "All Flowers in Time Bend Towards the Sun", song bài này chưa bao giờ được phát hành tương mại. Năm 1994, Buckley bắt đầu quan hệ với nhạc sĩ Joan Wasser - được biết với nghệ danh là Joan as Police Woman. Anh được cho là đã cầu hôn cô ngay trước khi anh mất.

## Tử vong

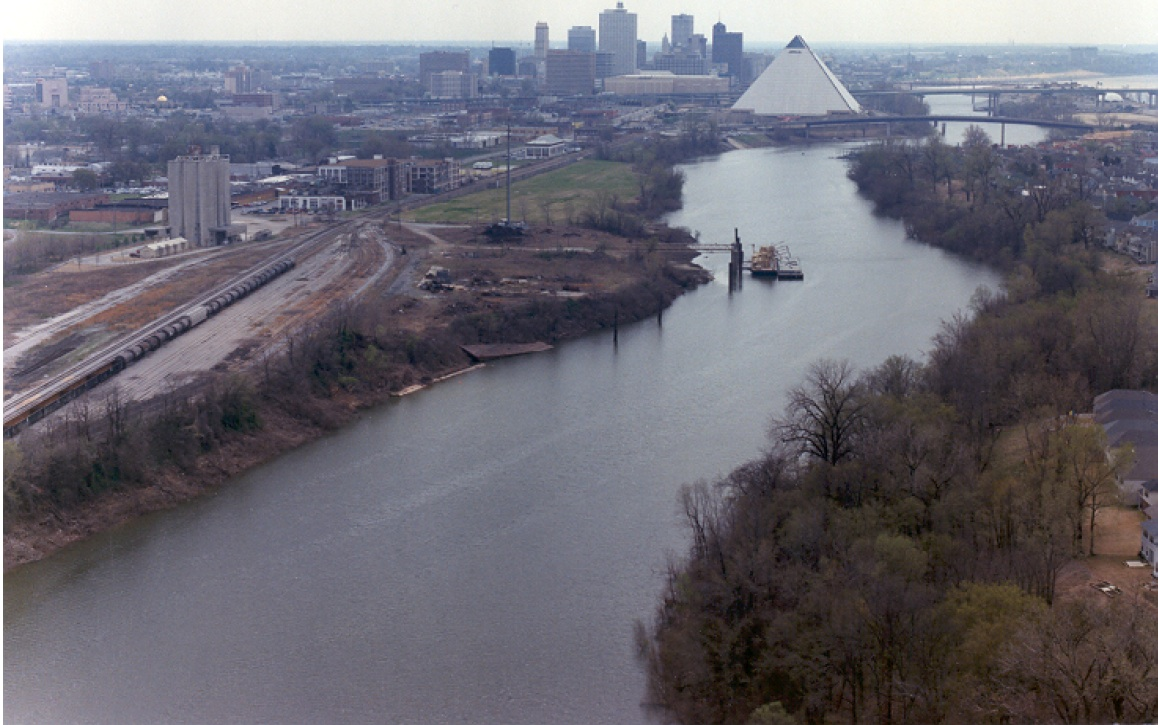
Cảng sông Wolf, với toàn cảnh nền Memphis, Tennessee

Tối ngày 29 tháng 5 năm 1997, ban nhạc của Buckley bay tới Memphis để cùng anh bước vào phòng thu thực hiện sáng tác mới. Tối hôm ấy, Buckley mặc quần ảo đi bơi ở Cảng sông Wolf, một kênh triều dừng của sông Mississippi, anh vừa hát điệp khúc bài "Whole Lotta Love" của Led Zeppelin vừa bơi dưới đường sắt trên cao Memphis. Keith Foti (một nhân viên hậu cần trong ban nhạc của Buckley) vẫn ở trên bờ. Sau khi chuyển máy thu thanh và cây guitar khỏi phạm vi của tàu kéo đang đi qua, Foti nhìn lên thì thấy Buckley đã biến mất; dòng rẽ nước của tàu kéo đã đẩy anh rơi xuống nước. Một công cuộc giải cứu đã được tiến hành đêm đó và đến sáng hôm sau, đội lặn và cảnh sát vẫn chưa tìm ra thi thể của Buckley. Ngày 4 tháng 6, hàng khách trên tàu du lịch sông American Queen phát hiện thi thể anh bị mắc vào cành cây trên sông Wolf.
Cuộc khám nghiệm tử thi Buckley không cho thấy dấu hiệu nào của ma túy hay cồn trong người anh, và cái chết của anh được phán là tai nạn đuối nước sau khi bị lực đường rẽ nước của tàu kéo đẩy xuống nước. Trang web chính thức của Jeff Buckley đăng thông báo rằng cái chết của anh không phải là bí ẩn hay tự sát.

## Danh sách đĩa nhạc
Album phòng thu
- Grace (1994)

## Đề cử và giải thưởng
- Giải Académie Charles Cros đã trao cho Buckley giải "Grand Prix International Du Disque" vào ngày 13 tháng 4 năm 1995 nhằm ghi danh album đầu tay Grace của anh.[62]
- Đề cử Giải Video âm nhạc của MTV cho Nghệ sĩ mới xuất sắc nhất cho MV bài "Last Goodbye", 1995[118]
- Tạp chí Rolling Stone đề cử anh cho Nghệ sĩ mới xuất sắc nhất (1995).[119]
- Triple J Hottest 100 xếp bài "Last Goodbye" ở thứ 14 trong số các bài hát hay nhất năm trong cuộc thi bầu chọn toàn thế giới, 1995[120]
- Đề cử giải Grammy cho Trình diễn đơn ca nam rock xuất sắc nhất cho bài "Everybody Here Wants You", 1998[118]
- Grace được liệt ở hạng 303 trong 500 album vĩ đại nhất của Rolling Stone vào năm 2003.[121]
- Bản cover bài "Hallelujah" của Buckley được xếp thứ 259 trong 500 bài hát vĩ đại nhất của Rolling Stone vào năm 2004.[69]
- Đề cử giải MOJO cho ấn phẩm catalogue của năm với Grace, 2005
- Năm 2006, Mojo ghi danh Grace ở hạng nhất trong số các album modern rock kinh điển mọi thời đại. Đây cũng là album được yêu thích số hai trong My Favourite Album, chương trình đặc biệt của Úc do đài Australian Broadcasting Corporation phát sóng vào ngày 3 tháng 12 năm 2006.[122]
- Rolling Stone xếp Buckley ở hạng 39 trong danh sách "100 ca sĩ vĩ đại nhất" (2008).[123]
- Trong Triple J Hottest 100 of All Time, 2009,[124] bản "Hallelujah" của Buckley được bầu chọn xếp thứ ba, "Last Goodbye" xếp thứ bảy, "Lover, You Should've Come Over" xếp thứ 56 và "Grace" xếp thứ 69.
- Trong Triple J Hottest 100 of the Past 20 Years, 2013, Last Goodbye xếp thứ ba còn "Hallelujah" xếp thứ 36.